# بنجامین اف. هاردینگ
بنجامین فرانکلین هاردینگ (به انگلیسی: Benjamin Franklin Harding) سناتور سابق عضو حزب دموکرات ایالات متحده آمریکا بود. وی در سال ۱۸۶۲ تا ۱۸۶۵ میلادی سناتور ایالت اورگن در سنای ایالات متحده آمریکا بود.